# Paleovarsoviellinae
Paleovarsoviellinae es una subfamilia de foraminíferos bentónicos de la familia Globotextulariidae, de la superfamilia Ataxophragmioidea, del suborden Ataxophragmiina y del orden Loftusiida. Su rango cronoestratigráfico abarca desde el Campaniense hasta el Maastrichtiense (Cretácico superior).

## Discusión
Se ha propuesto Paleovarsoviellinae para sustituir a la subfamilia Varsoviellinae, ya que el género-tipo de esta última, Varsoviella, ha sido considerado homónimo posterior de Varsoviella Gieysztor & Wiszniewski, 1947. Por la misma razón, Paleovarsoviella ha sido propuesto para sustituir a Varsoviella. Clasificaciones previas hubiesen incluido Paleovarsoviellinae en el suborden Textulariina del orden Textulariida o en el orden Lituolida.

## Clasificación
Paleovarsoviellinae incluye al siguiente género:
- Paleovarsoviella †, propuesto como sustituto de Varsoviella